# Ectoedemia
Ectoedemia (лат.) — род насекомых из семейства молей-малюток отряда чешуекрылых.

## Распространение
Распространены повсеместно.

## Описание
Воротничок образован широкими пластичными чешуйками. На передних крыльях имеются четыре R: R1, R2+3, R4 и R5 — и одна M. Cu в базальной части крыла слита с M, образуя закрытую ячейку. В гениталиях самца ункуса нет. Гнатос с одним каудальным отросток. Гениталии самки с сетчатыми сигнами и с характерной и с характерной склеритизации дуктуса.

## Экология
Гусеницы минируют листья и черешки различных растений, редко молодых деревьев. Образуют мины змеепятновидной или пятновидной формы, на коре — змеевидной.